# Московец (село)
Московец (болг. Московец) — село в Болгарии. Находится в Пловдивской области, входит в общину Карлово. Население составляет 258 человек.

## Политическая ситуация
В местном кметстве Московец, в состав которого входит Московец, должность кмета (старосты) исполняет Иван Крыстев Минчев (независимый) по результатам выборов правления кметства.
Кмет (мэр) общины Карлово — Найден Христов Найденов (коалиция партий:Болгарская социалистическая партия (БСП), Земледельческий союз Александра Стамболийского (ЗСАС), Болгарская социал-демократия, Движение за социальный гуманизм (ДСХ), политический клуб «Экогласность», политический клуб «Фракия») по результатам выборов в правление общины.